# مالطا
مَالِطَةُ (رسميًا: جُمْهُورِيَّةُ مَالِطَةَ) (بالمالطية: Repubblika ta' Malta) دولة جزرية، جَنوبَ أوروبا، في البحر الأبيض المتوسط، بين صقلية وشَمال إفريقيَا، تتكون من أرخبيل يبعد 80 كم (50 ميلًا) جنوب إيطاليا، و284 كم (176 ميلًا) شرق تونس، و333 كم (207 ميلًا) شمال ليبيا. وهي إحدى أصغر دول العالم، وأكثرها من حيث الكثافة السكانية. عاصمتها مدينة فاليتا وهي أصغر عواصم دول الاتحاد الأوروبي حيث تبلغ مساحتها 0.8 كم2 .
موقع مالطا جعلها عرضة للغزو على مر العصور، إذ جاءها الفينيقيون والرومان والأغالبة، العرب، والنورمان والأراغون وإسبانيا هابسبورغ وفرسان الإسبتارية والفرنسيون وأخيرًا البريطانيون، حتى استقلت عن المملكة المتحدة في 1964، ثم أُعلنت جمهورية في 1974. حديثًا وفي 2004، نجحت مالطا في الانضمام إلى الاتحاد الأوروبي.
الديانة الرسمية لسكان مالطا هي المسيحية الكاثوليكية.

## التاريخ

### عصور ما قبل التاريخ
تشير الأواني الفخارية التي عثر عليها علماء الآثار في مالطا أن أول البشر الذين سكنوا الجزر المالطية قد أتوا من جزيرة صقلية، وكانوا يمارسون حرفة الزراعة والصيد البري، وكان ذلك في العصر الحجري في 5200 ق.م. وقد ربطوا بين انقراض أفراس النهر المالطية والأفيال القزمة. كانت سيكاني هي القبيلة الوحيدة المعروفة التي سكنت الجزر المالطية. كانت ثقافة بناء المعابد عند سكان مالطا القدماء ببناء المعابد الحجرية التي تطورت فيما بعد إلى هياكل، وخلال الفترة 3500 ق.م. أنشأوا أقدم هياكل لا تزال قائمة حتى اليوم في العالم، مثل معابد غانتيجا القائمة على جزيرة غَوْدَش. تتميز المعابد بتميز هندستها المعمارية وتصميمها المعقد، وكان ذلك في الفترة من 4000-2500 ق.م. تشير عظام الحيوانات والسكين الموجودة خلف حجر الذبح المتحرك إلى وجود أضحيات وقرابين حيوانية ضمن طقوس العبادة، وتشير المعلومات المبدئية إلى أنها كانت لآلهة الخصوبة. اختفت تلك الثقافة من مالطا في 2500 ق.م. ويعتقد علماء الآثار بأن بناة المعابد وقعوا ضحية المجاعة أو المرض. بعد 2500 ق.م. هجر السكان مالطا لعدة عقود حتى جاءت موجة جديدة من المهاجرين في العصر البرنزي، واتبعوا ثقافة جديدة وأقاموا الدولمينات (هياكل صخرية صغيرة).

### الفينيقيون
التجار الفينيقيون، الذين استعملوا جزر البحر المتوسط كمحطات للتوقف أثناء رحلاتهم التجارية، نزلوا إلى مالطا كسكان، وسكنوا في منطقة مدينة والرباط. بعد سقوط فينيقيا في 332 ق.م. باتت مالطا تحت سيطرة قرطاج.

### الرومان

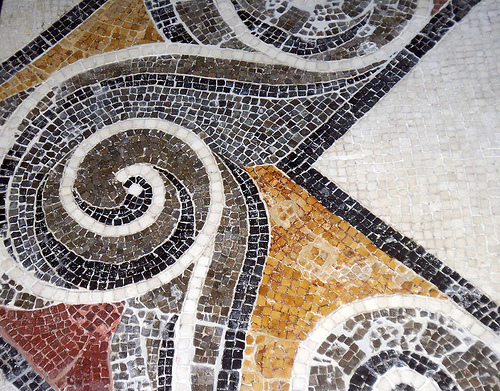
موزاييك من العصر الروماني في مالطا.

قادت الظروف المتوترة في مالطا خلال الحرب البونية الأولى السكان إلى التمرد على قرطاج، وجعلوا قيادة الحامية تحت إمرة القنصل الروماني سيمبرونيوس. خلال الحرب البونية الثانية، قدمت مالطا الولاء إلى الرومانيين، فكافأتها روما بجعلها دولة تابعة، وهو ما أدى إلى إعفائها من دفع الجزية. وبحلول عام 117 م، باتت مالطا جزءًا مهمًا من الإمبراطورية الرومانية. عند انقسام الإمبراطورية الرومانية في القرن الرابع، أصبحت مالطا تحت سيادة الإمبراطورية البيزنطية من 395-870. وقد شاركت مالطا في الحروب الإسلامية البيزنطية.

### العرب
بدأ غزو مالطا في 827، حينما طلب الأدميرال البيزنطي يوفيميوس من الأغالبة غزوها. وبعد معارك عنيفة عام 870 أصبحت مالطا بيد المسلمين وفي عام 1048 غدت تابعةً لإمارة صقلية الإسلامية. استحدث المسلمون نظام الري، وتوسعوا في زراعة القطن والفواكه، كان المسيحيون في الجزيرة في العهد الإسلامي يدفعون الجزية (ضريبة مالية) كمواطنين يتمتعون بحرياتهم كاملةً مثل حرية العقيدة. ووجدت آثار عربية كثيرة فيها منها حجر الأميرة ميمونة بنت حسان الهذلي.

### النورمان
بعد سقوط إمارة صقلية على يد النورمان في 1091 بقيادة روجر الأول كونت صقلية، رحب السكان المسيحيون به. وكان هو الذي قدم علم مالطا للمالطيين، وهو العلم المستعمل حاليًا. بعدما أنشأ النورمان مملكة صقلية، كانت مالطا جزءًا من هذه المملكة.

### الأراغون
أصبحت مالطا جزءًا من تاج أراغون في 1282. أقارب ملوك أراغون حكموا الجزيرة حتى عام 1409، وقد كان الحاكم يحمل لقب «كونت مالطا». على الرغم من معارضة المالطيين للتاج، إلا أنهم أعلنوا ولاءهم له؛ ونتيجة لذلك منحت مدينة مدينة لقب مدينة بارزة.

## السياسة
مالطا هي جمهورية ذات نظام برلماني، فتكون بذلك أقرب في نظام الحكم إلى نظام ويستمنستر. ولديها مجلس نيابي واحد هو مجلس النواب، وينتخب بالانتخاب العام المباشر مرة كل 5 سنوات مالم يُحل المجلس في وقت سابق من الرئيس بناء على طلب مجلس الوزراء، ويتكون من 69 عضوًا، ولكن إذا فاز حزب من الأحزاب بالأغلبية المطلقة من الأصوات ولكن لا يفوز بأغلبية المقاعد فإن هذا الحزب يمنح مقاعد إضافية لضمان وجود أغلبية برلمانية، ويختار الرئيس رئيس الوزراء من بين أعضاء حزب الأغلبية بمجلس النواب حسب الدستور المالطي. ويعين الرئيس لمدة 5 سنوات بقرار من مجلس النواب بأغلبية بسيطة. ويعد منصب رئيس الجمهورية منصبًا شرفيًا إلى حد كبير.

### التقسيمات الإدارية
تتكون مالطا من 68 تقسيم إداري تسمى بلديات، 54 منها في جزيرة مالطة و 14 في غَوْدَش.

التقسيمات الإدارية في مالطا.

### الأحزاب السياسية
من أكبر الأحزاب السياسية في مالطا:
- حزب العمال: وهو حزب ديمقراطي اشتراكي، وهو الحزب الحاكم حاليًا.
- الحزب الوطني: وهو حزب ديمقراطي مسيحي، ويمثل المعارضة حاليًا.

وهناك أحزاب صغيرة في مالطا ليس لها أي تمثيل برلماني.

## الجغرافيا

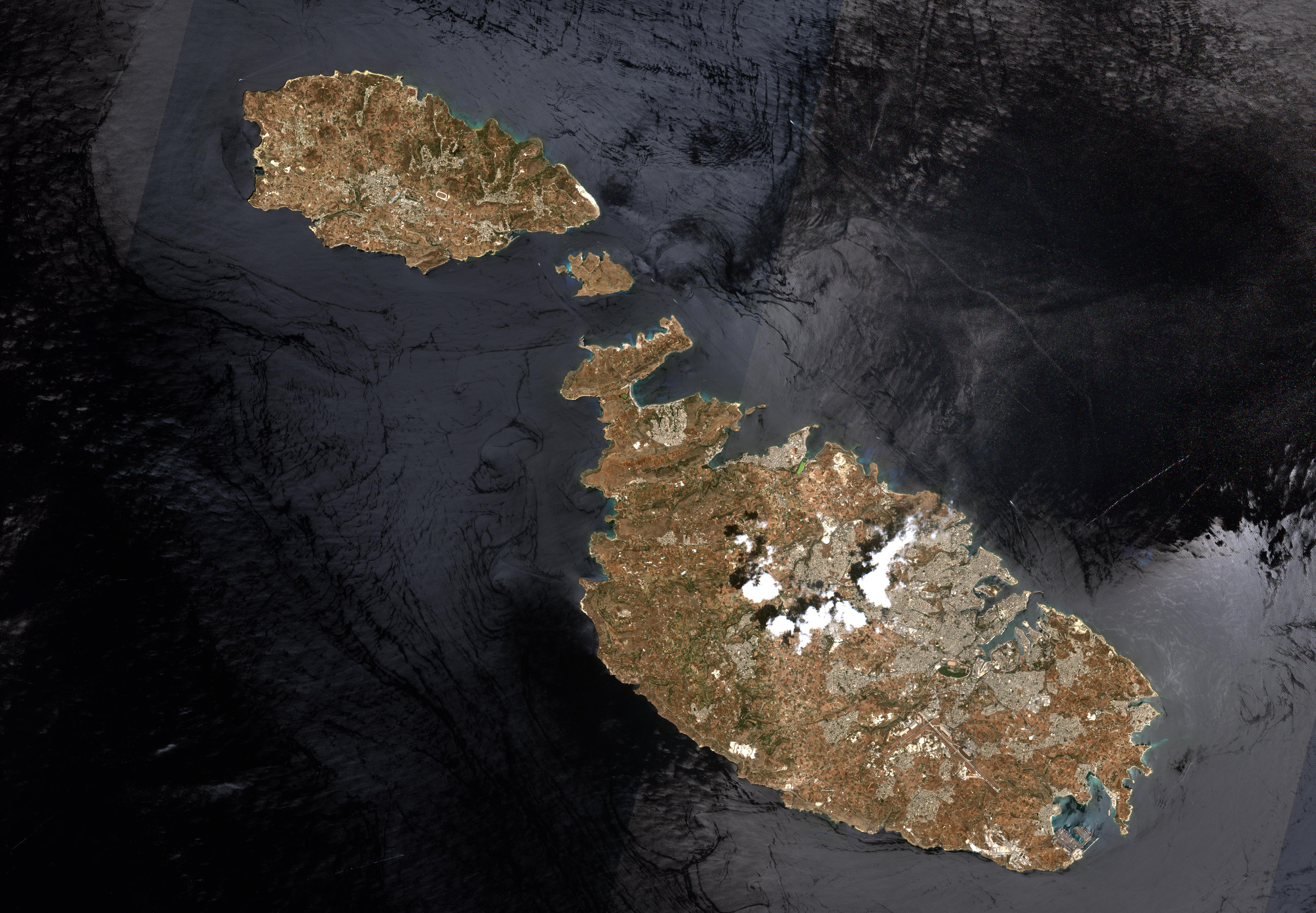
صورة الأقمار الصناعية للجزر المالطية

تقع مالطة جغرافيًا ضمن قارة أفريقيا، لكنها سياسيًا تقع ضمن قارة أوروبا. إيطاليا هي أقرب دولة أوروبية بالنسبة لها وتونس وليبيا من أقرب الدول الأفريقية لها.
البلاد تتكون من ثلاث جزر مأهولة بالسكان هي: مالطة، غَوْدَش وكَمُّونة، والجزر غير المسكونة: كمونات، فلفلة وجزيرة القديس بولس. نشأت هذه الجزر كبقايا للوصل الجغرافي الذي كان يوما ما يربط قارتي أوروبا وأفريقيا.

### المناخ
تتمتع مالطا بمناخ متوسطي، وتقع ضمن المناطق شبه الاستوائية، فيكون الطقس دافئ وممطر شتاءً، وحار وجاف صيفًا. معدل درجات الحرارة السنوي يتراوح بين 16 و 23 درجة مئوية. نسبة هطول الأمطار تبلغ زهاء 500 مم، معظمها يسقط في أشهر الشتاء. معدل عدد ساعات شروق الشمس في مالطا أكثر من 3 آلاف ساعة سنويًا، وهو واحد من أعلى المعدلات في العالم، بمتوسط 12 ساعة يوميًا في يوليو و 5 ساعات في ديسمبر.
| البيانات المناخية لـمالطا (اللقة في الجزء الجنوبي الشرقي من الجزيرة الرئيسية، 1991–2020) | البيانات المناخية لـمالطا (اللقة في الجزء الجنوبي الشرقي من الجزيرة الرئيسية، 1991–2020) | البيانات المناخية لـمالطا (اللقة في الجزء الجنوبي الشرقي من الجزيرة الرئيسية، 1991–2020) | البيانات المناخية لـمالطا (اللقة في الجزء الجنوبي الشرقي من الجزيرة الرئيسية، 1991–2020) | البيانات المناخية لـمالطا (اللقة في الجزء الجنوبي الشرقي من الجزيرة الرئيسية، 1991–2020) | البيانات المناخية لـمالطا (اللقة في الجزء الجنوبي الشرقي من الجزيرة الرئيسية، 1991–2020) | البيانات المناخية لـمالطا (اللقة في الجزء الجنوبي الشرقي من الجزيرة الرئيسية، 1991–2020) | البيانات المناخية لـمالطا (اللقة في الجزء الجنوبي الشرقي من الجزيرة الرئيسية، 1991–2020) | البيانات المناخية لـمالطا (اللقة في الجزء الجنوبي الشرقي من الجزيرة الرئيسية، 1991–2020) | البيانات المناخية لـمالطا (اللقة في الجزء الجنوبي الشرقي من الجزيرة الرئيسية، 1991–2020) | البيانات المناخية لـمالطا (اللقة في الجزء الجنوبي الشرقي من الجزيرة الرئيسية، 1991–2020) | البيانات المناخية لـمالطا (اللقة في الجزء الجنوبي الشرقي من الجزيرة الرئيسية، 1991–2020) | البيانات المناخية لـمالطا (اللقة في الجزء الجنوبي الشرقي من الجزيرة الرئيسية، 1991–2020) | البيانات المناخية لـمالطا (اللقة في الجزء الجنوبي الشرقي من الجزيرة الرئيسية، 1991–2020) |
| الشهر                                                                                    | يناير                                                                                    | فبراير                                                                                   | مارس                                                                                     | أبريل                                                                                    | مايو                                                                                     | يونيو                                                                                    | يوليو                                                                                    | أغسطس                                                                                    | سبتمبر                                                                                   | أكتوبر                                                                                   | نوفمبر                                                                                   | ديسمبر                                                                                   | المعدل السنوي                                                                            |
| ---------------------------------------------------------------------------------------- | ---------------------------------------------------------------------------------------- | ---------------------------------------------------------------------------------------- | ---------------------------------------------------------------------------------------- | ---------------------------------------------------------------------------------------- | ---------------------------------------------------------------------------------------- | ---------------------------------------------------------------------------------------- | ---------------------------------------------------------------------------------------- | ---------------------------------------------------------------------------------------- | ---------------------------------------------------------------------------------------- | ---------------------------------------------------------------------------------------- | ---------------------------------------------------------------------------------------- | ---------------------------------------------------------------------------------------- | ---------------------------------------------------------------------------------------- |
| متوسط درجة الحرارة الكبرى °م (°ف)                                                        | 15.7 (60.3)                                                                              | 15.7 (60.3)                                                                              | 17.4 (63.3)                                                                              | 20.0 (68.0)                                                                              | 24.2 (75.6)                                                                              | 28.7 (83.7)                                                                              | 31.7 (89.1)                                                                              | 32.0 (89.6)                                                                              | 28.6 (83.5)                                                                              | 25.0 (77.0)                                                                              | 20.8 (69.4)                                                                              | 17.2 (63.0)                                                                              | 23.1 (73.6)                                                                              |
| المتوسط اليومي °م (°ف)                                                                   | 12.9 (55.2)                                                                              | 12.6 (54.7)                                                                              | 14.1 (57.4)                                                                              | 16.4 (61.5)                                                                              | 20.1 (68.2)                                                                              | 24.2 (75.6)                                                                              | 26.9 (80.4)                                                                              | 27.5 (81.5)                                                                              | 24.9 (76.8)                                                                              | 21.8 (71.2)                                                                              | 17.9 (64.2)                                                                              | 14.5 (58.1)                                                                              | 19.5 (67.1)                                                                              |
| متوسط درجة الحرارة الصغرى °م (°ف)                                                        | 10.1 (50.2)                                                                              | 9.5 (49.1)                                                                               | 10.9 (51.6)                                                                              | 12.8 (55.0)                                                                              | 15.8 (60.4)                                                                              | 19.6 (67.3)                                                                              | 22.1 (71.8)                                                                              | 23.0 (73.4)                                                                              | 21.2 (70.2)                                                                              | 18.4 (65.1)                                                                              | 14.9 (58.8)                                                                              | 11.8 (53.2)                                                                              | 15.9 (60.6)                                                                              |
| الهطول مم (إنش)                                                                          | 79.3 (3.12)                                                                              | 73.2 (2.88)                                                                              | 45.3 (1.78)                                                                              | 20.7 (0.81)                                                                              | 11.0 (0.43)                                                                              | 6.2 (0.24)                                                                               | 0.2 (0.01)                                                                               | 17.0 (0.67)                                                                              | 60.7 (2.39)                                                                              | 81.8 (3.22)                                                                              | 91.0 (3.58)                                                                              | 93.7 (3.69)                                                                              | 580.7 (22.86)                                                                            |
| متوسط أيام هطول الأمطار (≥ 1.0 mm)                                                       | 10.0                                                                                     | 8.2                                                                                      | 6.1                                                                                      | 3.8                                                                                      | 1.5                                                                                      | 0.8                                                                                      | 0.0                                                                                      | 1.0                                                                                      | 4.3                                                                                      | 6.6                                                                                      | 8.7                                                                                      | 10.0                                                                                     | 61                                                                                       |
| ساعات سطوع الشمس الشهرية                                                                 | 169.3                                                                                    | 178.1                                                                                    | 227.2                                                                                    | 253.8                                                                                    | 309.7                                                                                    | 336.9                                                                                    | 376.7                                                                                    | 352.2                                                                                    | 270.0                                                                                    | 223.8                                                                                    | 195.0                                                                                    | 161.2                                                                                    | 3٬054                                                                                    |
| المصدر: Meteo Climate (1991–2020 Data), MaltaWeather.com (Sun data)                      |                                                                                          |                                                                                          |                                                                                          |                                                                                          |                                                                                          |                                                                                          |                                                                                          |                                                                                          |                                                                                          |                                                                                          |                                                                                          |                                                                                          |                                                                                          |

## السكان (الديمغرافيا)

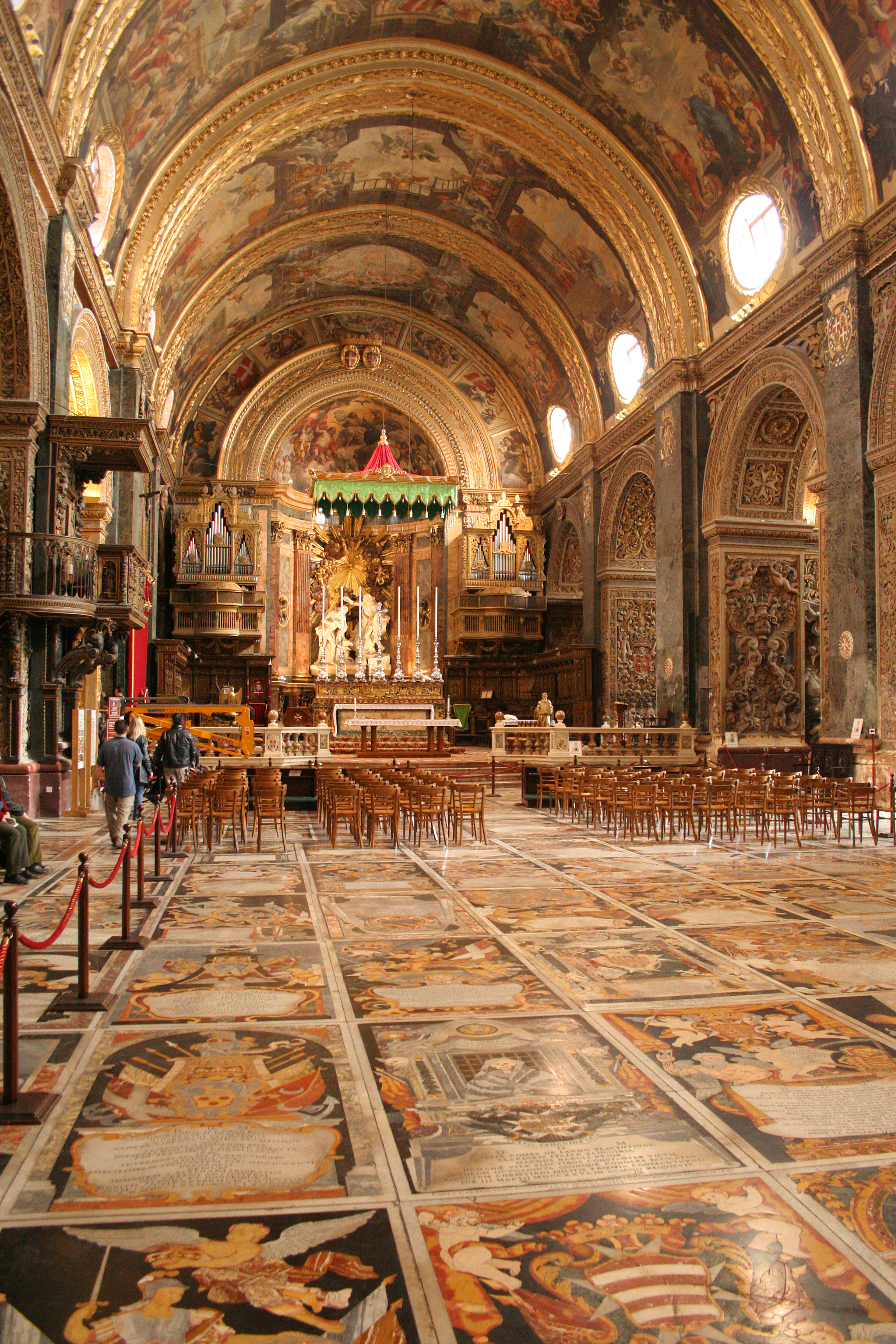
كتدرائية سان جورج من الداخل، فاليتا

عدد سكان مالطا يراوح الأربعمائة ألف نسمة. بسبب صغر مساحة البلاد، فإن نسبة الكثافة السكانية تعد عالية جدا، حيث تبلغ نحو 1200 نسمة للكيلو متر المربع الواحد . هذه النسبة تجعل منها ثالث أعلى بلد بالعالم من حيث الكثافة السكانية. 94% من سكان البلاد يسكنون في المدن. كما تبلغ نسبة الأجانب نحو 5% من مجموع السكان. يبلغ عدد سكان جزيرة غودش نحو ثلاثين ألف نسمة، بينما العدد لا يذكر على جزيرة كمونة.

### الدين
غالبية سكان مالطة هم مسيحيون كاثوليك. هناك عدد ضئيل من الأديان الأخرى في البلاد. تأثير الكنيسة كبير على سياسة الدولة الداخلية، على سبيل المثال، فالإجهاض والطلاق ليسا محرمين دينيا فحسب، وإنما مرتكبيهم يعرضوا أنفسهم للمسائلة القانونية والغرامات. المذهب الكاثوليكي مذكور في الدستور كدين رسمي للبلاد.

### اللغات
اللغة المالطية هي إحدى اللغات السامية الحديثة وهي مشتقة عن اللهجة العربية الصقلية المنقرضة. واللغة المالطية تشابه اللهجة التونسية غير أن نحو 60% من الكلمات أصلها لاتيني من الإيطالية والإنجليزية والفرنسية والإسبانية. اللغة المالطية تستعمل الأحرف اللاتينية لتكون بذلك أول لغة سامية تكتب باللاتيني. بسبب الاستعمار البريطاني الطويل للبلاد، فإن اللغة الإنجليزية منتشرة بكثرة في البلاد وخاصة في الدوائر الحكومية، وتأتي في الأهمية قبل الإيطالية.

## الاقتصاد
نظراً لكون مالطا دولة جزيرة صغيرة المساحة. و هذا عامل قوي في جعلها تبقى على ضعفها قياسا بالدول التي تقاربها وتتمتع بأكبر مساحة. هذه الميزة جعلت من سكانها لا يجدون موارد تساعدهم على الازدهار أكثر. إذ يبقى مورد اقتصادها الأهم والأكبر هو الصيد البحري والسياحة و رسو سفن البضائع بها للراحة والتزود باحتياجات السفر.

### العلوم والتكنولوجيا
وقّعت مالطا اتفاقية تعاون مع وكالة الفضاء الأوروبية (ESA) لمزيدٍ من التعاون المكثف في مشاريع وكالة الفضاء الأوروبية.
مجلس مالطا للعلوم والتكنولوجيا (MCST) هو الهيئة المدنية المسؤولة عن تطوير العلوم والتكنولوجيا على المستوى التعليمي والاجتماعي. يتخرج معظم طلاب العلوم في مالطا من جامعة مالطا وتمثّلهم جمعية طلاب العلوم (S-Cubed)، ورابطة طلاب الهندسة بجامعة مالطا (UESA)، ورابطة طلاب تكنولوجيا المعلومات والاتصالات بجامعة مالطا (ICTSA).جاءت مالطا في المركز 25 في مؤشر الابتكار العالمي عام 2023. ما لبثت أن تراجعت إلى المركز 29 وفق مؤشر عام 2024.

### الصيد البحري
متى تذكر جزيرة إلا ويتبادر للذهن صيد الأسماك ومالطا لا تستثنى من هذا. و ذكر الصيد بها يضعنا أمام اسم مرفأ له صيته وكثرة المتوافدين إليه من صيادين وسياح. مرسى كسولوك و الذي يعني (مرسى سيروكو) الشهير مؤسسوها الأوائل هم الفنيقيون بالقرن التاسع قبل الميلاد بأحد خلجان الجزيرة أين يرى الزائر مجموعة كبيرة من زوارق الصيد الملون بالألوان الطبيعية ترسو محملة بأنواع كثيرة من الأسماك. و اللون الأحمر يرمز للشمس والأصفر لشجاعة الصيادين والأخضر للأمل والحظ و الأزرق للبحر. و الكثير من الزوارق نراها تحمل صورا على جدرانها ل(أعين اوزريس) الآتي من تراث الفنيقيين والحافظ لهم من هيجان البحر. رغم أن من يقطن بجوار البحر المتوسطي له تاريخ مشترك به دفع فيه نصيبه من الاقتتال والقرصنة. و مرسى كسولوك ليست مستثناة من هذا والآثار و الأثر الفينيقي بها لا يزال راسخا بذكراه على مر الأزمنة والدهور برغم تحصنه والذي ركب إليه الفنيقيون والإغريق ثم الرومان ثم جاءت هجرة أكثر من 40000 من الأتراك إليه سنة 1565 و بعده أي سنة 1798 حل به نابليون بونابرت و أخيرا غزو للجزيرة كان لـ الألمان إبان الحرب العالمية الثانية.

### السياحة

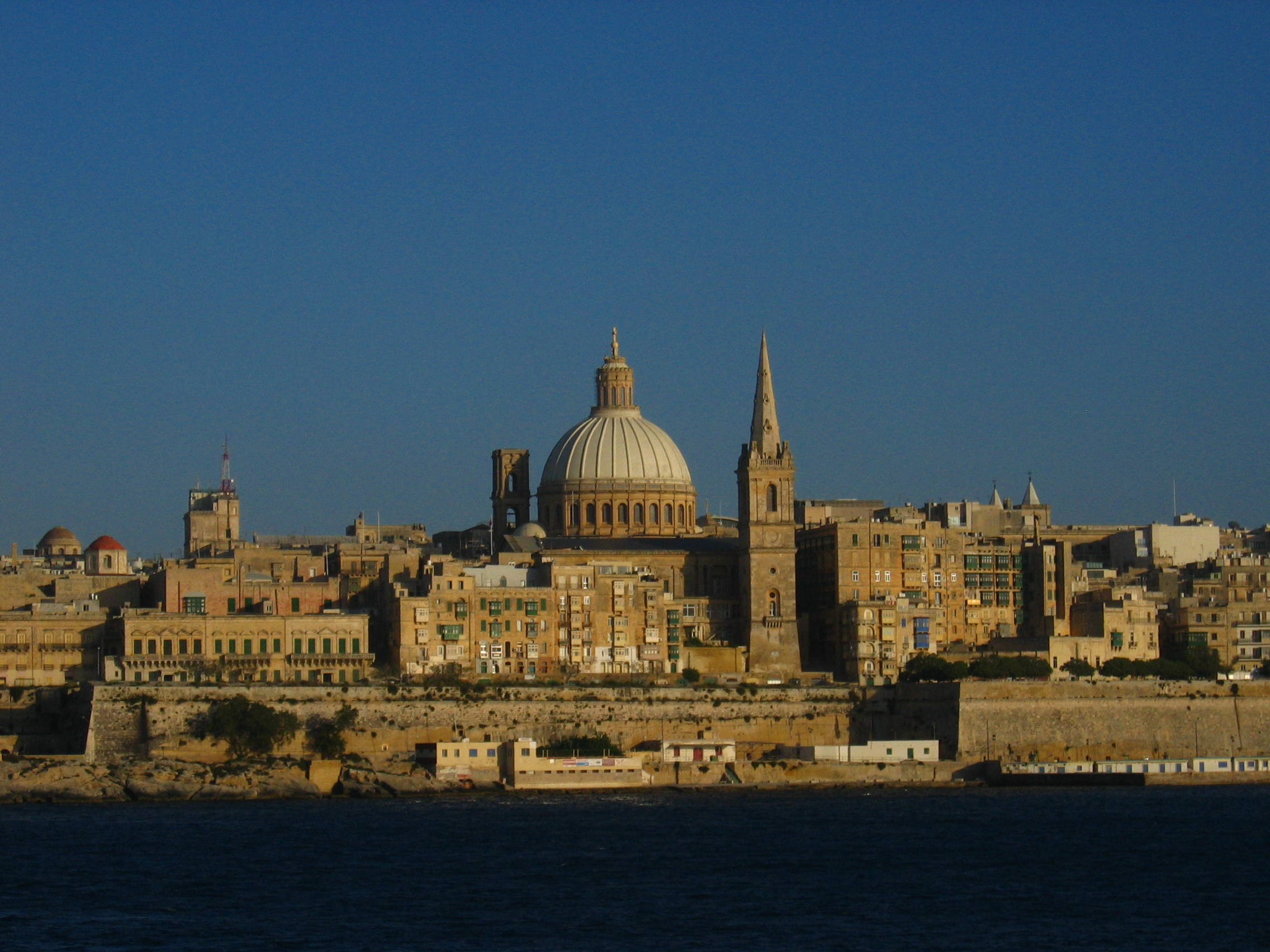
فاليتا، عاصمة مالطا

لـ مالطا سياحة نوعاً ما متطورة رغم قلة الإمكانيات وصغر البلد مساحة. ولكن لها مداخيل قد تفي بحاجة المتعاملين بالسياحة والشيء الذي كان سببا رئيسا في توافد السياح عليها هو مناخها المعتدل شتاء ومعدل درجات الحرارة 10 درجات مئوية واللطيف بسائر فصول السنة الأخرى، وهذا ما يجعل السياح الإنجليز يتوافدون إليها بشهري أبريل وأكتوبر بكثرة. كما أن درجة الحرارة بسائر مناطقها لا تتعدى 30 درجة مئوية وهذا عامل آخر يزيد في تقاطر السياح عليها. إذ رغم عدم توفرها على شواطئ رملية بالقدر الكافي نظراً للتكوين الطبيعي لها الذي يتميز بوجود شواطئ صخرية وعمق لهذه الأخيرة مما يدفع عنها الإصطياف. و لكن لهذه فائدتها إذ تستعمل في رياضة الغوص واصطياد اللؤلؤ والأصداف البحرية والمرجان. كما تستقل أيضا بتوافد الوفود الرياضية التي تقيم بمدنها وفنادقها ومخيماتها فترات تدريبية يكون فيها الجو مساعدا. وتشتهر مدينة فاليتا ومانيها بتوفر فنادق وشواطئ رملية إلا أنها قليلة مساحة. و الملفت للنظر أن السلطات المالطية تسهر على المحافظة على النمط الموروثي الذي يعاقب كل معتدي. إذ لا تكاد ترى بجزرها من يكشف عن ألبسة شبه عارية وشواطئها كلها لا تجد بها مظاهر العري الذي تجده بشواطئ بلدان أوروبا.
و قد لا تعتمد السياحة الداخلية والخارجية على الشواطئ وفقط، بل تتعداه إلى المنابع الساخنة التي توجد بكثرة عبر الجزيرة وهي مورد للكثير من سكانها، لأن سكانها اعتادوا ومن أزمنة مبكرة على مثل هذه السياحة واعتبروها موردا لا يستغني عنه أحد في التشافي والتطبيب الطبيعي.
و إلى جانب هذين الموردين تبقى زيارة الكنائس والحصون و القلاع القديمة والآثار و الهياكل التي أسست من طرف أقوام تحكموا بهذه الأرض من صقليين إلى رومان وأرغون وعرب فاتحين.
تشتهر مالطا أيضا بالسياحة التعليمية، فيمكن تعلم اللغة الإنجليزية فيها وممارسة التحدث بها. بعض البلاد ترسل فصولاً من الطلبة إلى مالطا لإتقان التحدث باللغة الإنجليزية، لمدة أسبوعين مثلا. يستفيدون من تلك الممارسة ما ينفعهم في حياتهم العملية إلى جانب النجاح في المدرسة.

### مداخيل الوجود العسكري الأجنبي
هناك نظام قديم يحكم حماية دولة مالطا أقرته الكنيسة الكاثوليكية سنة 1099 لجنود الشرف القدسي ل القديس جان و الذي أخذ اسمه من مدينة القدس و هو كتبة تمولها الكنيسة لحماية الجزيرة إبان الحروب الصليبية ثم تطور هذا العهد إلى أمر سيادي اتخذته الكنيسة الكاثوليكية ليأخذ اسم العهد السيادي العسكري لمالطا.

## المالية
أكبر البنوك التجارية في مالطا هما بنك البلد وبنك HSBC، أما شركة مالطا المالية فهي شركة شبه حكومية مكلفة بالتسويق وتثقيف رجال الأعمال في محاولة لجذبهم للاستثمار في مالطا وتسلط الضوء على القوة الاقتصادية الناشئة في مالطا باعتبارها المختصة بالأعمال المصرفية والتمويل والتأمين.

### البنك المركزي المالطي
للبنك المركزي المالطي وظيفتان رئيسيتان هما صياغة وتنفيذ السياسة النقدية، وتعزيز كفاءة النظام المالي.

### العملة
كان السكودو المالطي هو العملة المتداولة حتى عام 1798، حيث حل محله الجنيه المالطي الذي تطور في 1972 إلى الليرة المالطية، حتى انضمت مالطا إلى آلية أسعار الصرف الأوروبية في 4 مايو 2005، واعتمد اليورو عملة رسمية في البلاد في 1 يناير 2008.

### المشكلات الاقتصادية
من أبرز المشكلات الاقتصادية في مالطا الفقر والتهميش الاجتماعي، ومع أن تلك المشكلات ليست أسوأ في مالطا مما هي عليه في بقية دول الاتحاد الأوروبي، إلا أن تلك المشكلات تتجه إلى التفاقم والازدياد.

## صور من مالطا

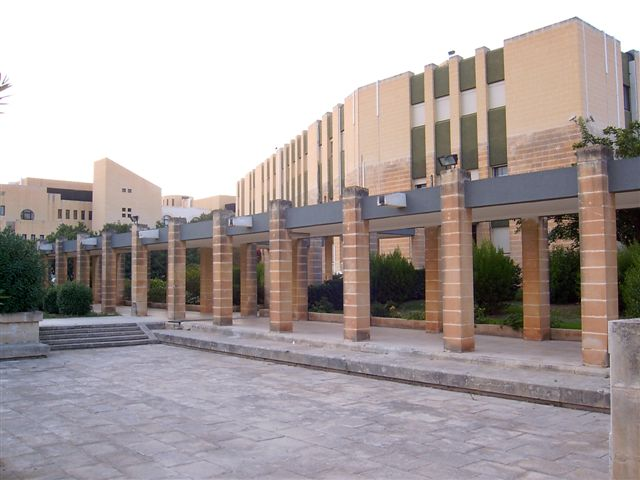
جامعة مالطا
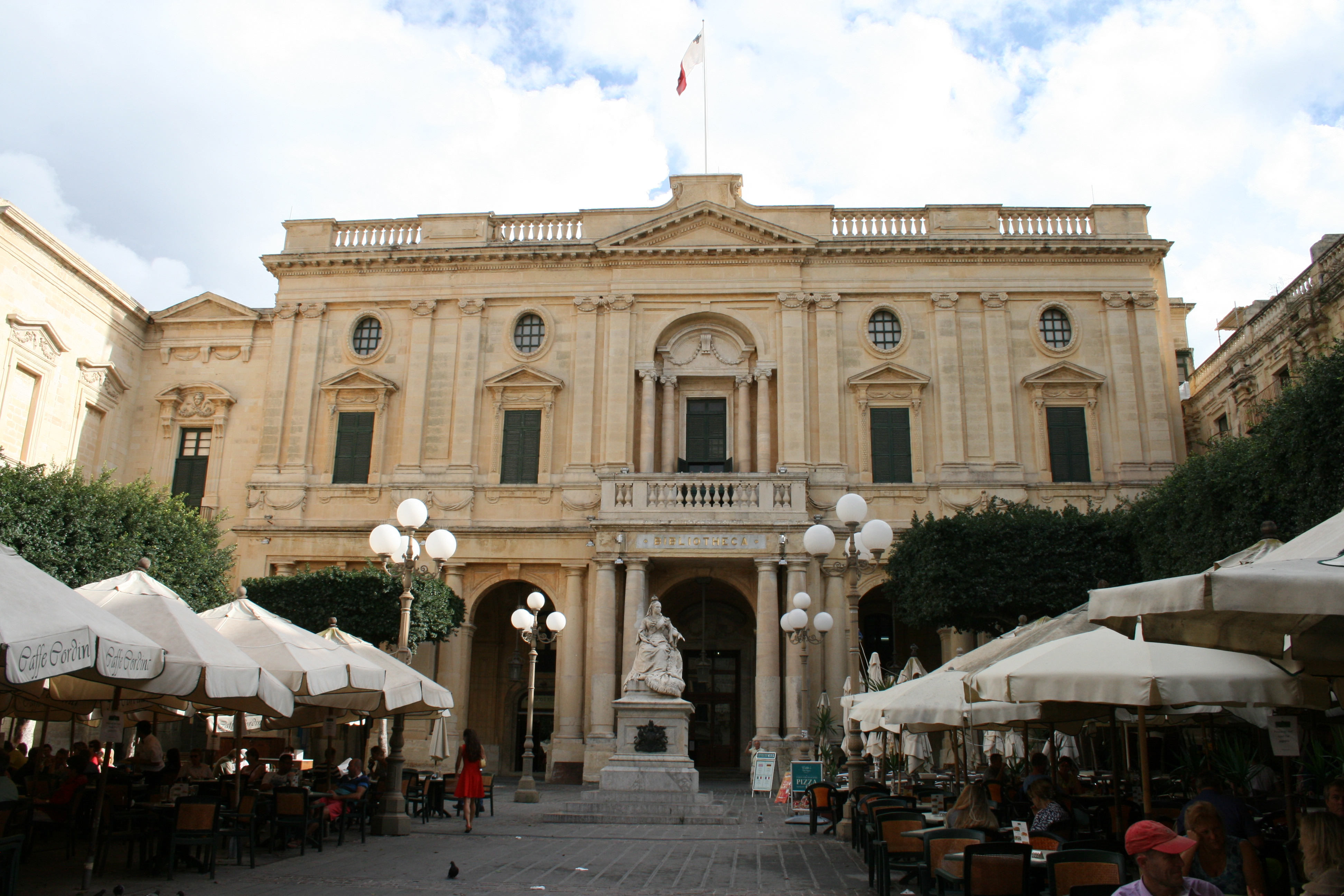
مكتبة البلد
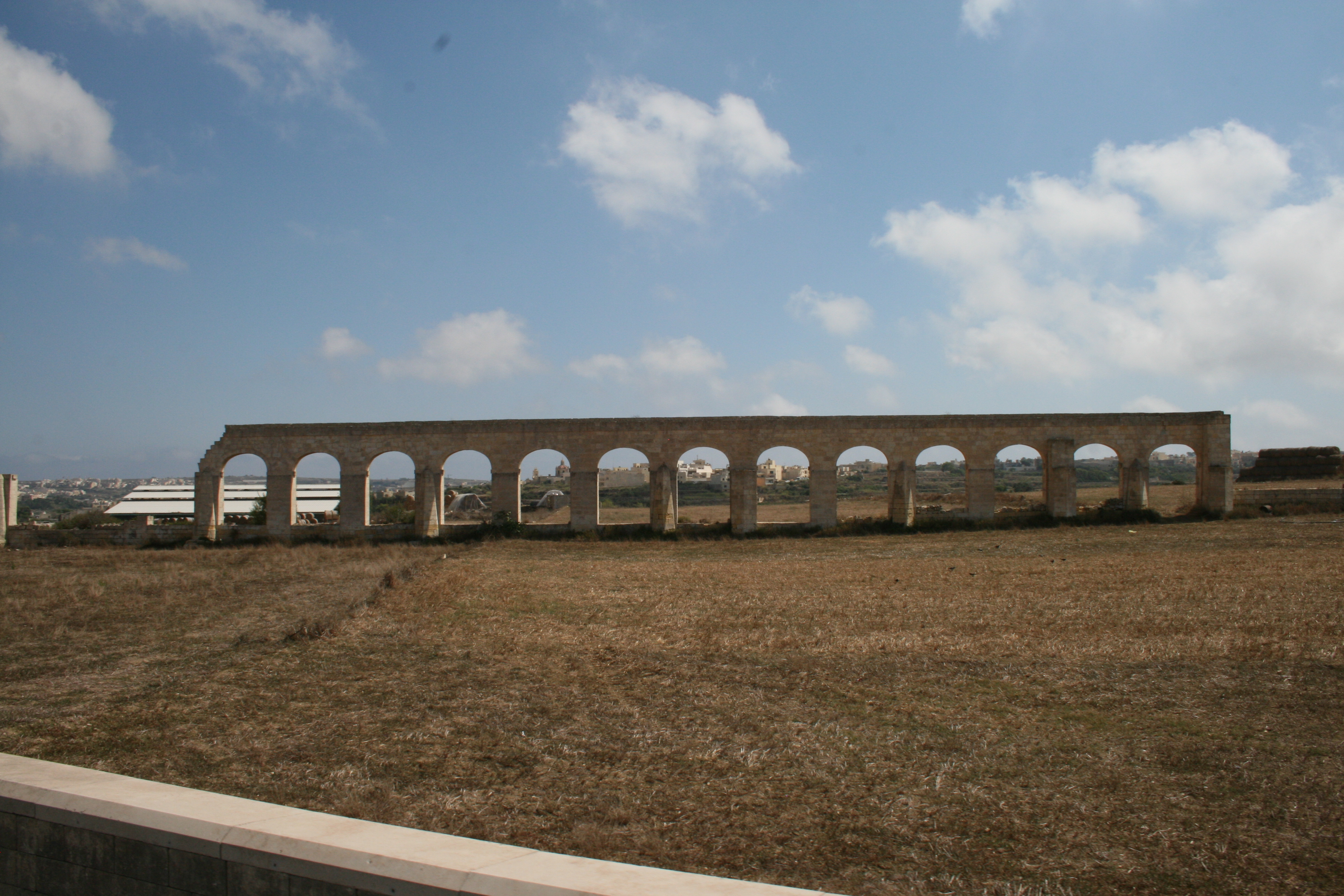
أثار رومانية في غَوْدَش
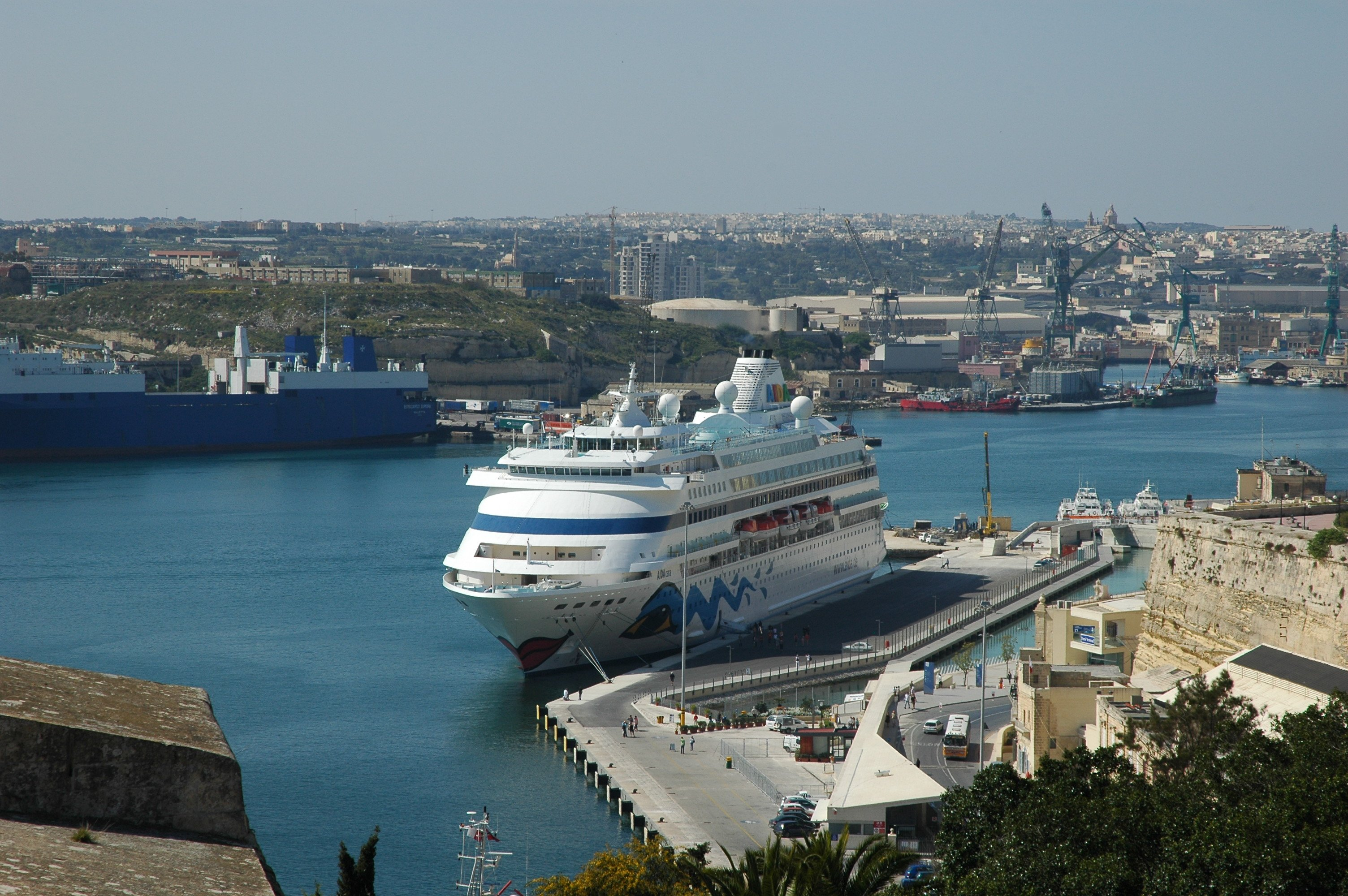
المنطقة البحرية الصناعية في البلد
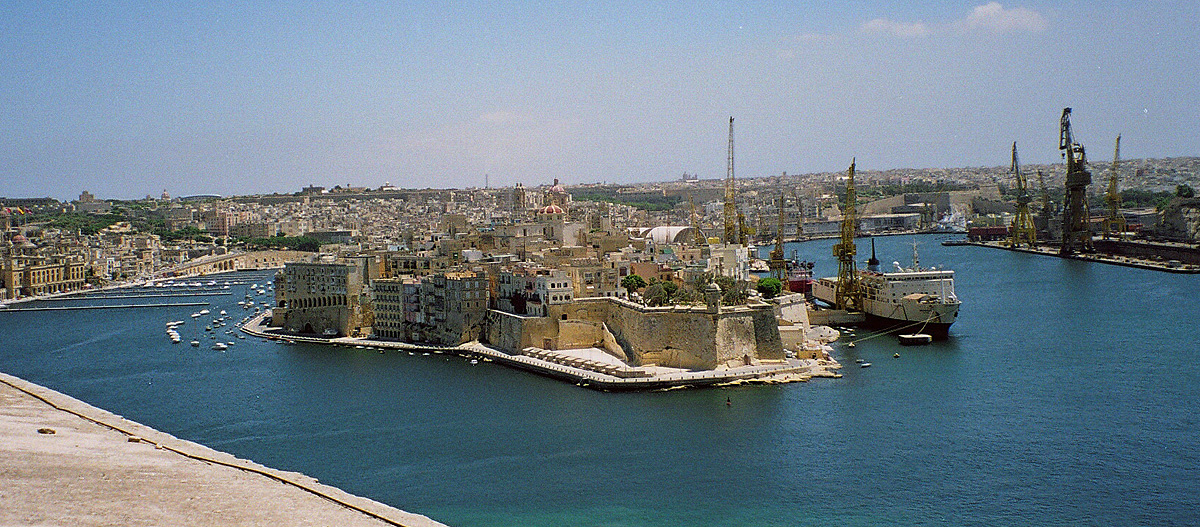
ميناء الكبير وتحصينات القلعة القديمة
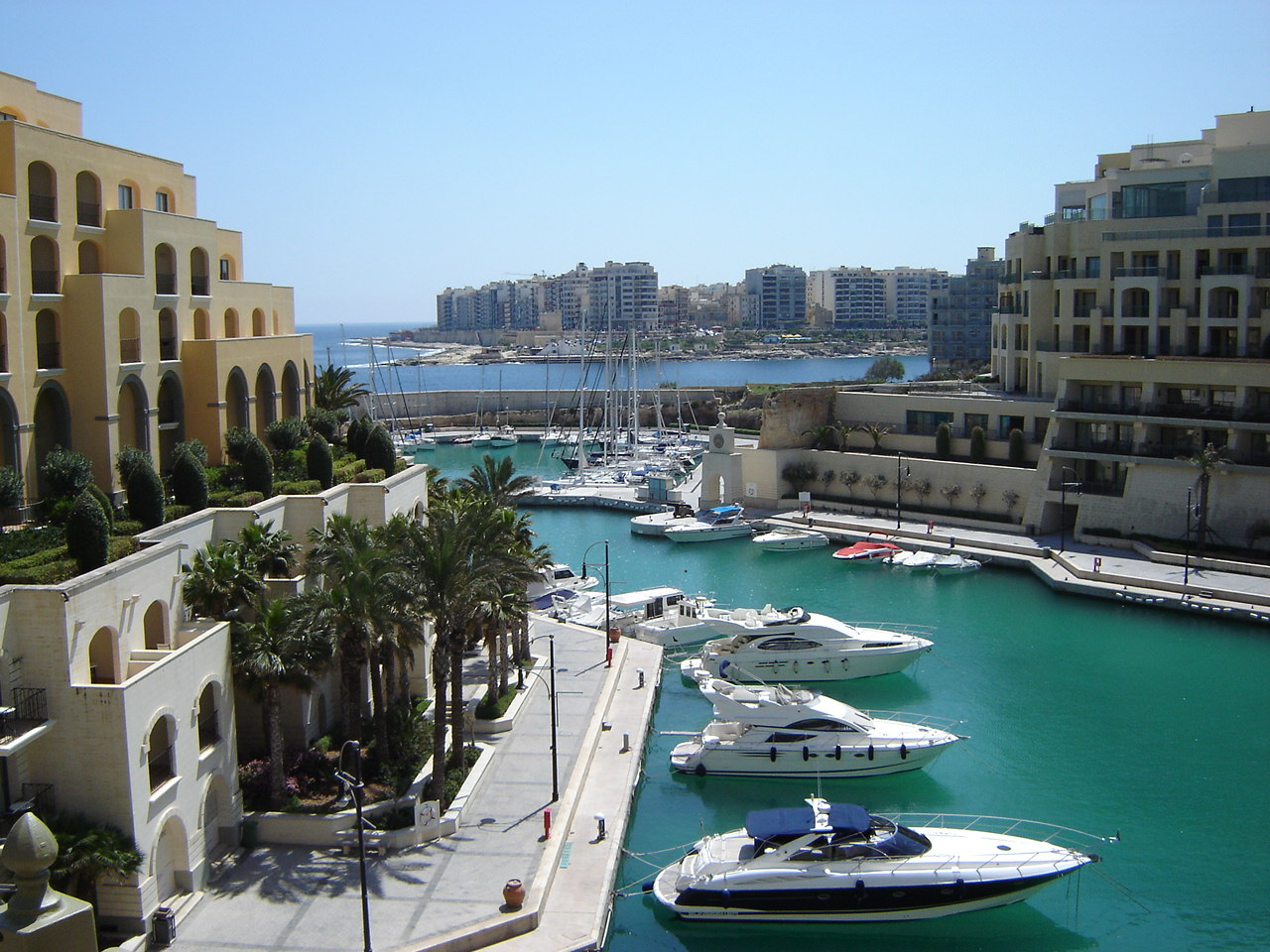
التصميم المعماري الجديد في San Giulian
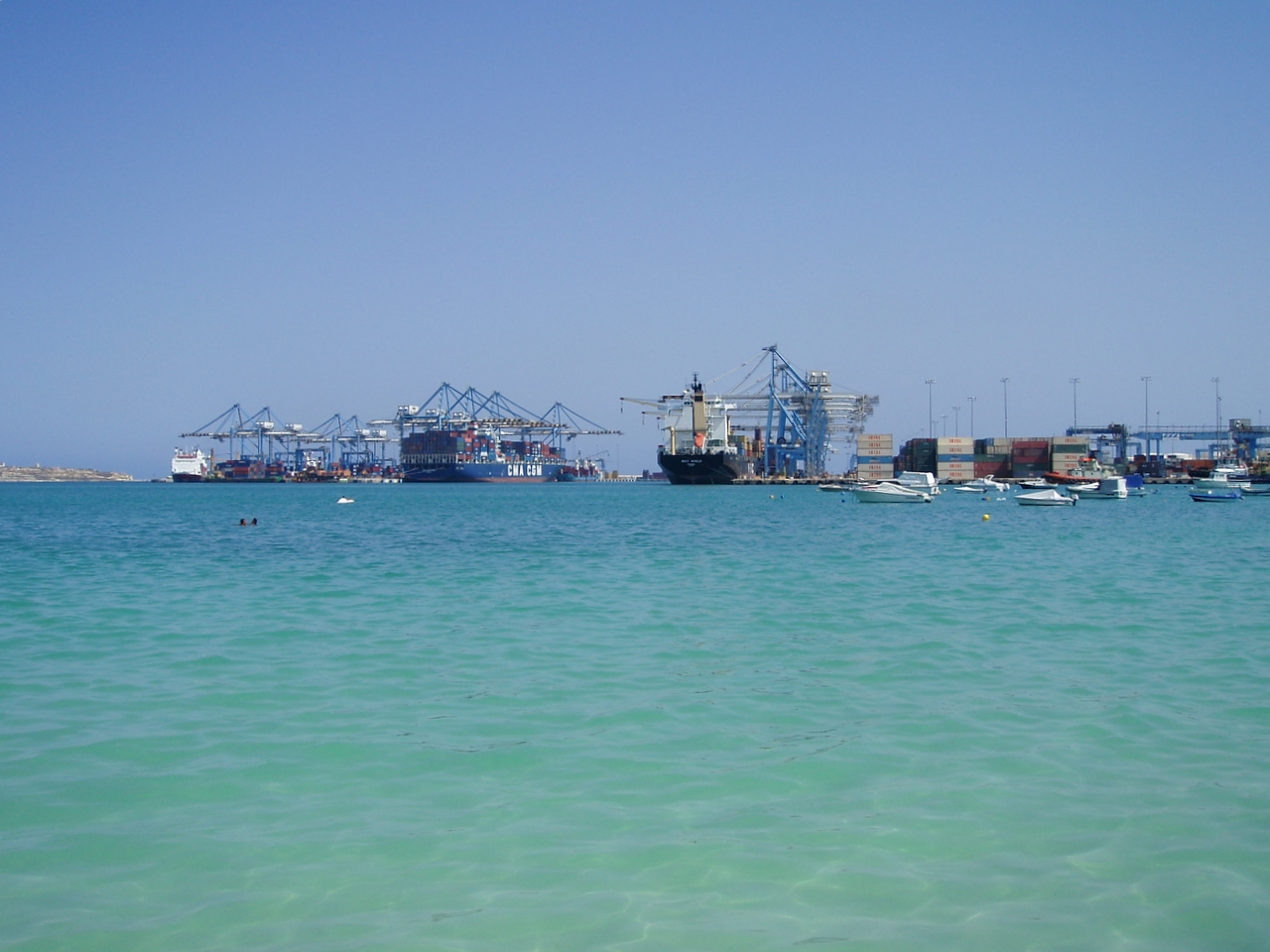
المنطقة الحرة في ميناء مالطا
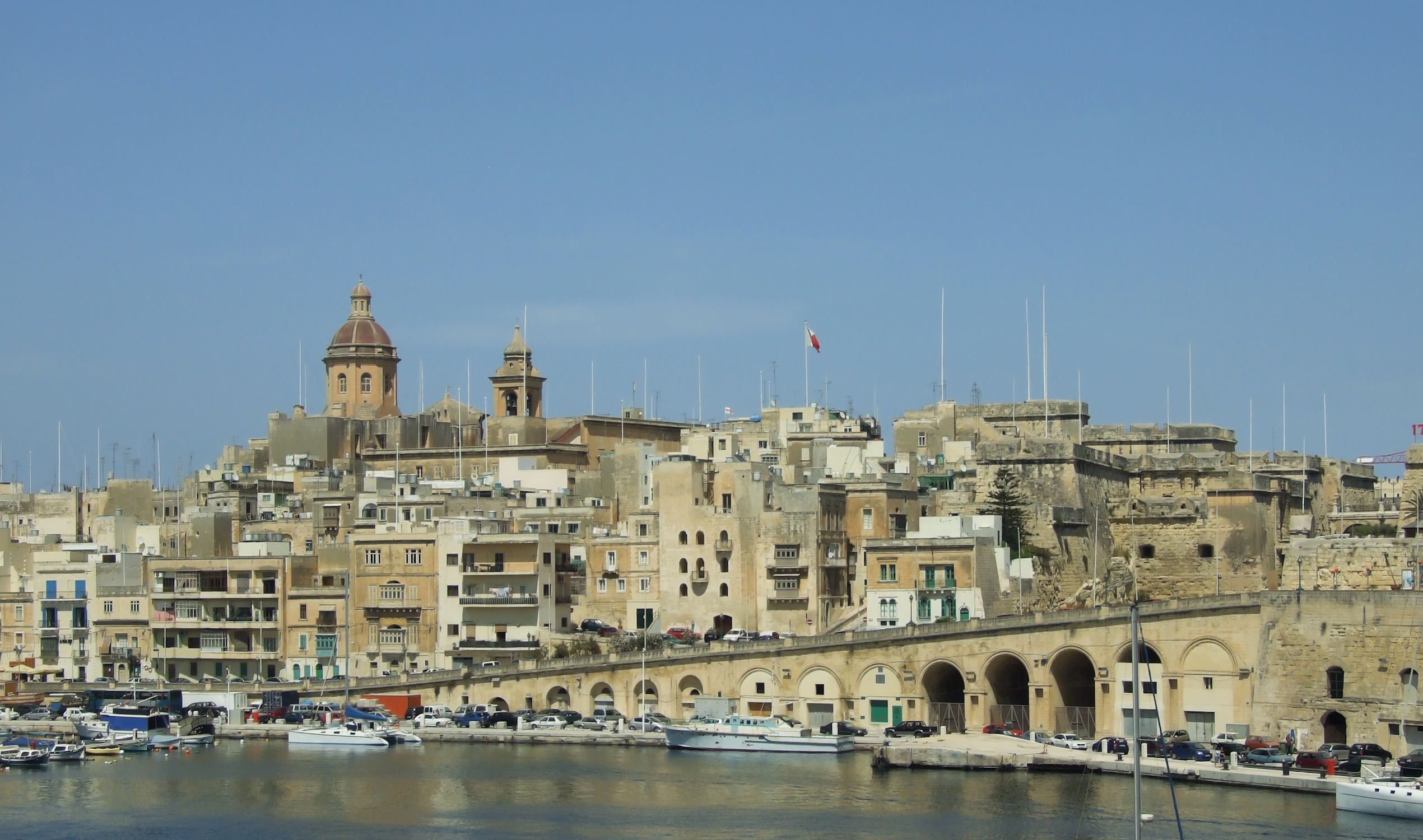
برغو، في الطرف الشرقي الجنوبي
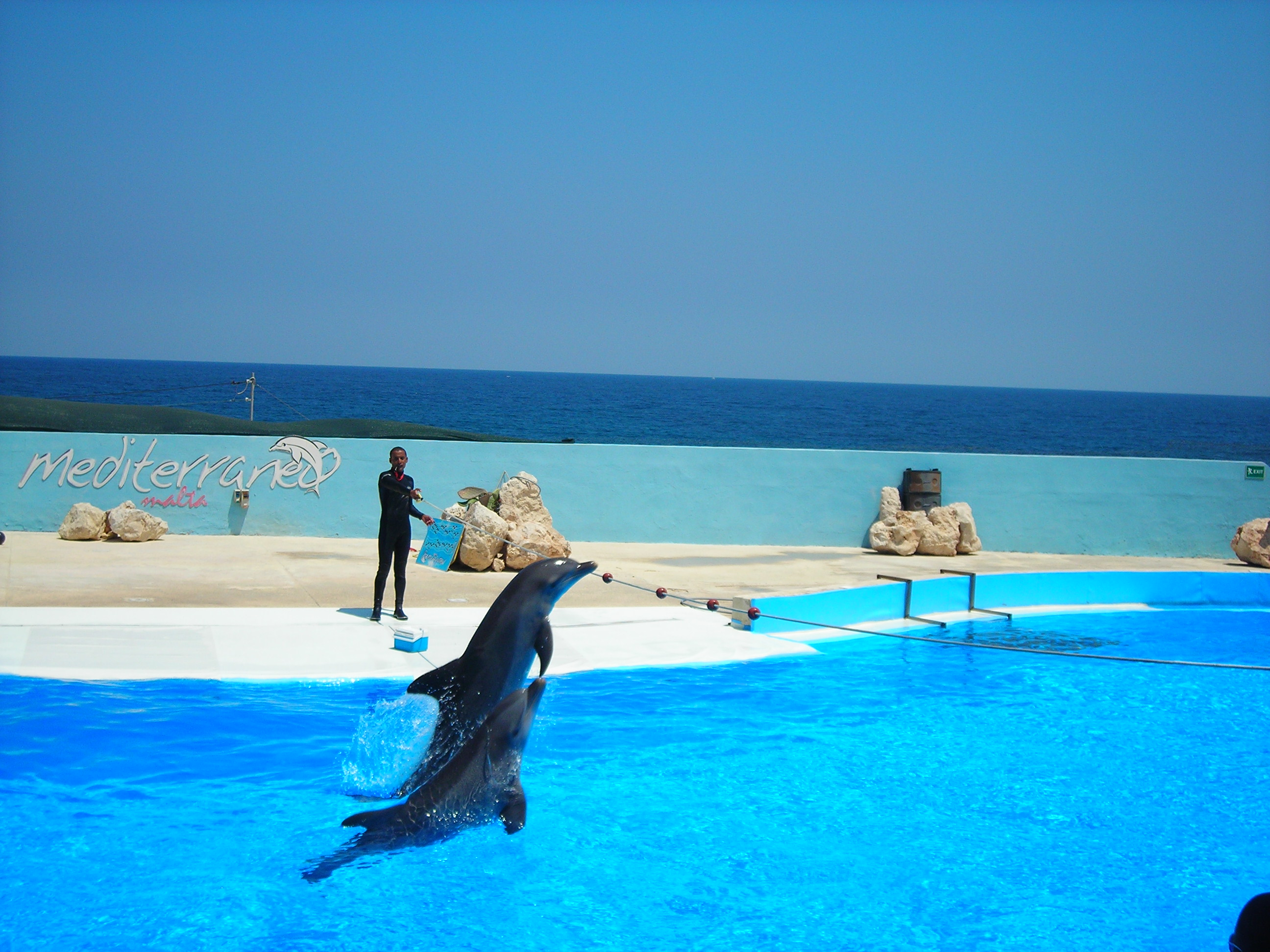
استعراضات الدلفين في منتزه Mediterraneo Marine Park.
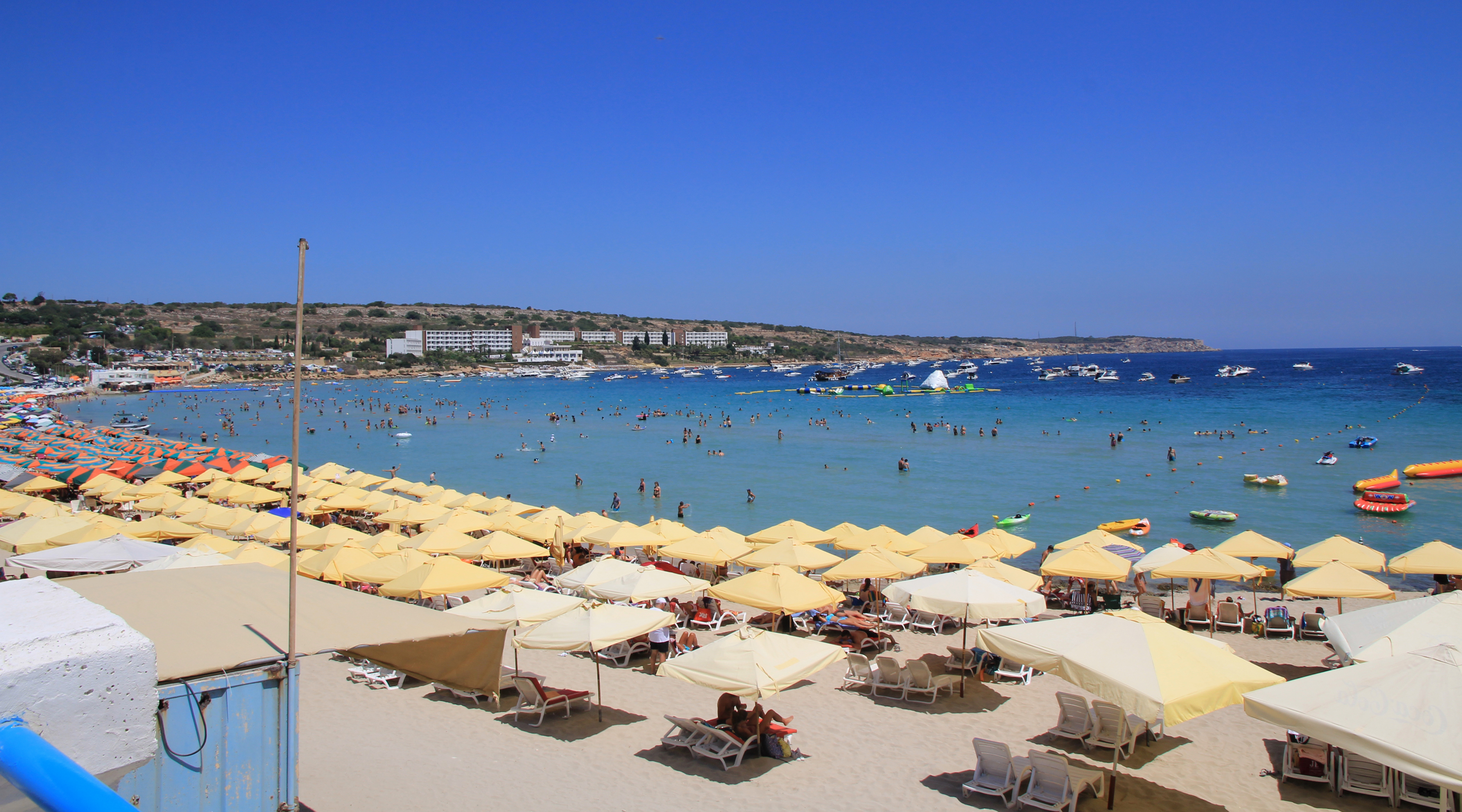
الشاطىء الصيفي "مليحة بيتش"
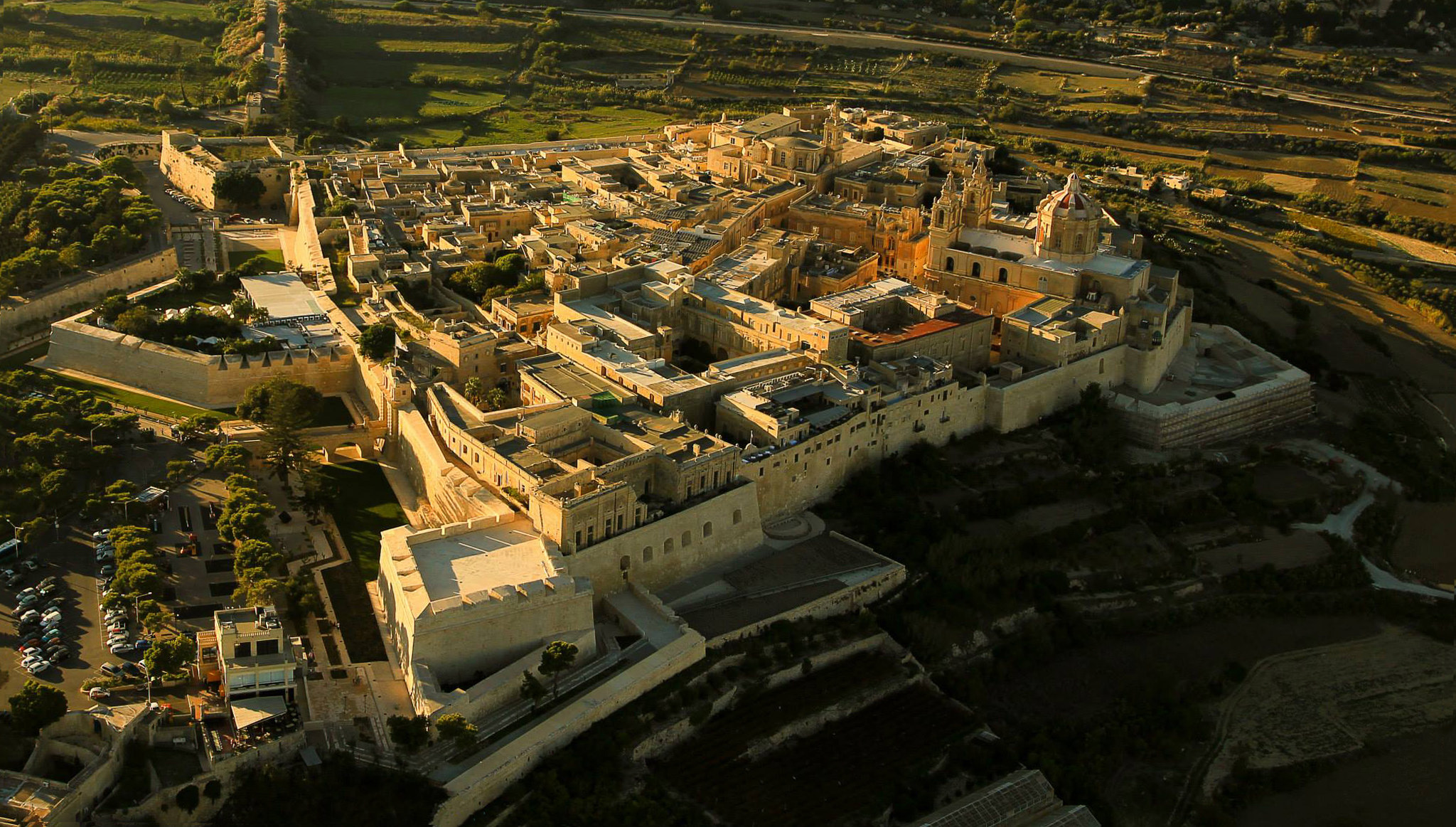
"مدينة"، وتقع في الجزء الشمالي